# Empis seminitida
Empis seminitida är en tvåvingeart som beskrevs av Frey 1955. Empis seminitida ingår i släktet Empis och familjen dansflugor. Inga underarter finns listade i Catalogue of Life.